# Hybomitra nura
Hybomitra nura är en tvåvingeart som beskrevs av Philip 1961. Hybomitra nura ingår i släktet Hybomitra och familjen bromsar. Inga underarter finns listade i Catalogue of Life.